# Заманиловская волость
Заманиловская волость — историческая административно-территориальная единица Челябинского уезда в Челябинской губернии РСФСР (1919—1923) и Оренбургской губернии Российской империи и РСФСР (до 1919). Существовала в 1874—1923 годах. Волостной центр — деревня Заманиловка.
Ныне в основном территория Целинного муниципального округа Курганской области, в меньшей степени Октябрьского района Челябинской области России.

## География
Территория волости находилась в пределах юго-западной части Западно-Сибирской равнины, в лесостепной зоне.
Климат в местности характеризуется как резко континентальный, с холодной продолжительной малоснежной зимой и жарким сухим летом. Средняя продолжительность безморозного периода составляет 113 дней. Среднегодовое количество атмосферных осадков — 397 мм.

## История
Образована в 1874 году.
В 1919 году перешла в состав Челябинской губернии, и упразднена в 1923 году.

## Состав
На 1901 год в состав волости входили:
- Д. Заманиловка
- Дудина
- Чертова
- С. Половинное
- Д. Новозаводская
- Матвеевка
- С. Кочердык
- Д. Дулина
- Решетовка
- Фроловка
- Василькина
- Пески
- Малая Дубровка
- Большая Дубровка
- Иванково

После 1901 года из Катайской волости перешла заимка Парамонова. До 1917 года в состав Ново-Кочердыкской волости перешли ряд селений, вошли Молоденки, Козыревка